# Opacus
In meteorologia, la dizione di opacus (op), (dall'analoga parola in latino, con il significato di "opaco"), è una delle varietà (caratteristica accessoria) possibili per le tipologie di nubi che si presentano in grandi banchi o in strati
e indica la situazione in cui le coltri nuvolose sono sufficientemente opache da riuscire a nascondere il sole o la luna.
Tale fenomenologia è riscontrabile con le nubi del genere altocumulus, altostratus, stratocumulus e stratus. Le varietà opacus e translucidus si escludono vicendevolmente, in quanto la seconda indica che la copertura nuvolosa è semitrasparente.

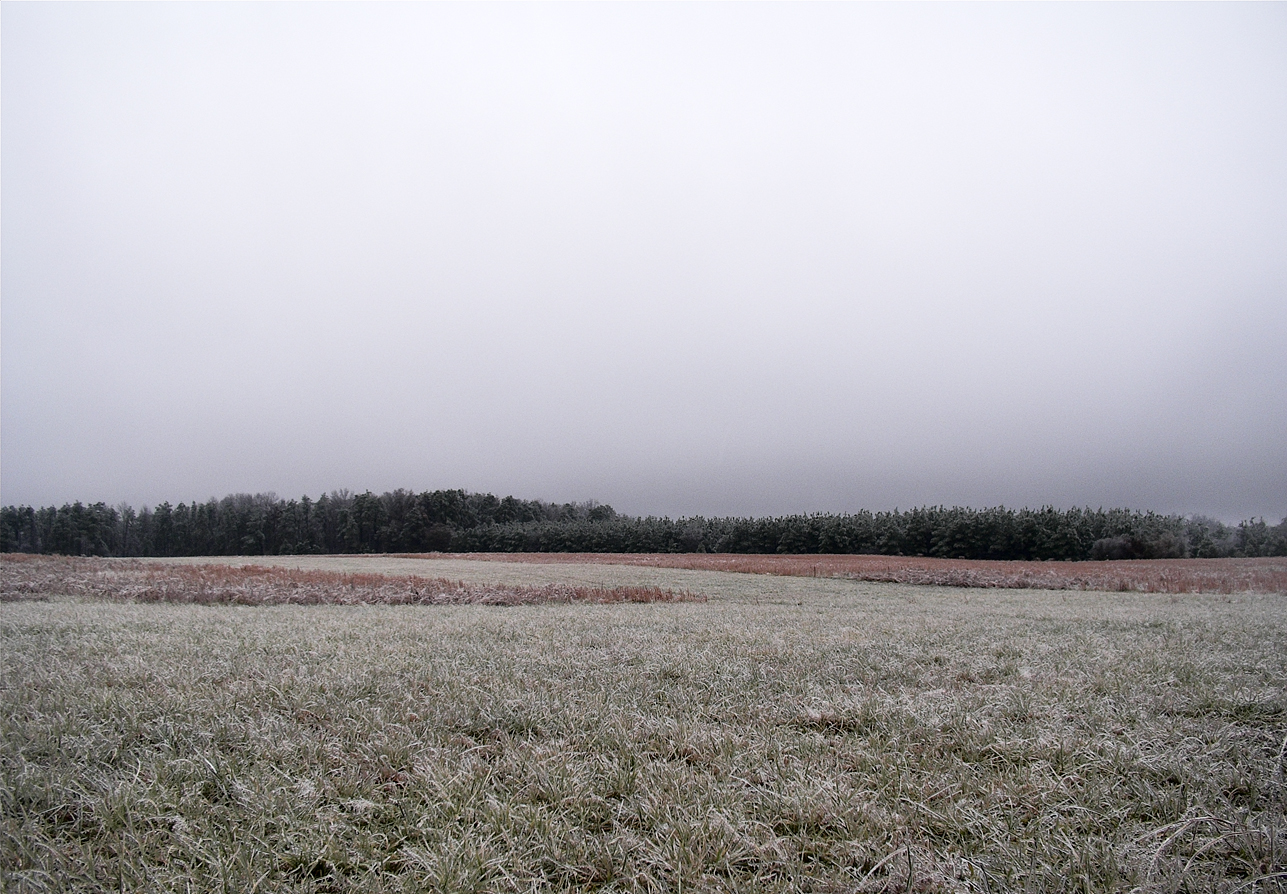
Stratus opacus
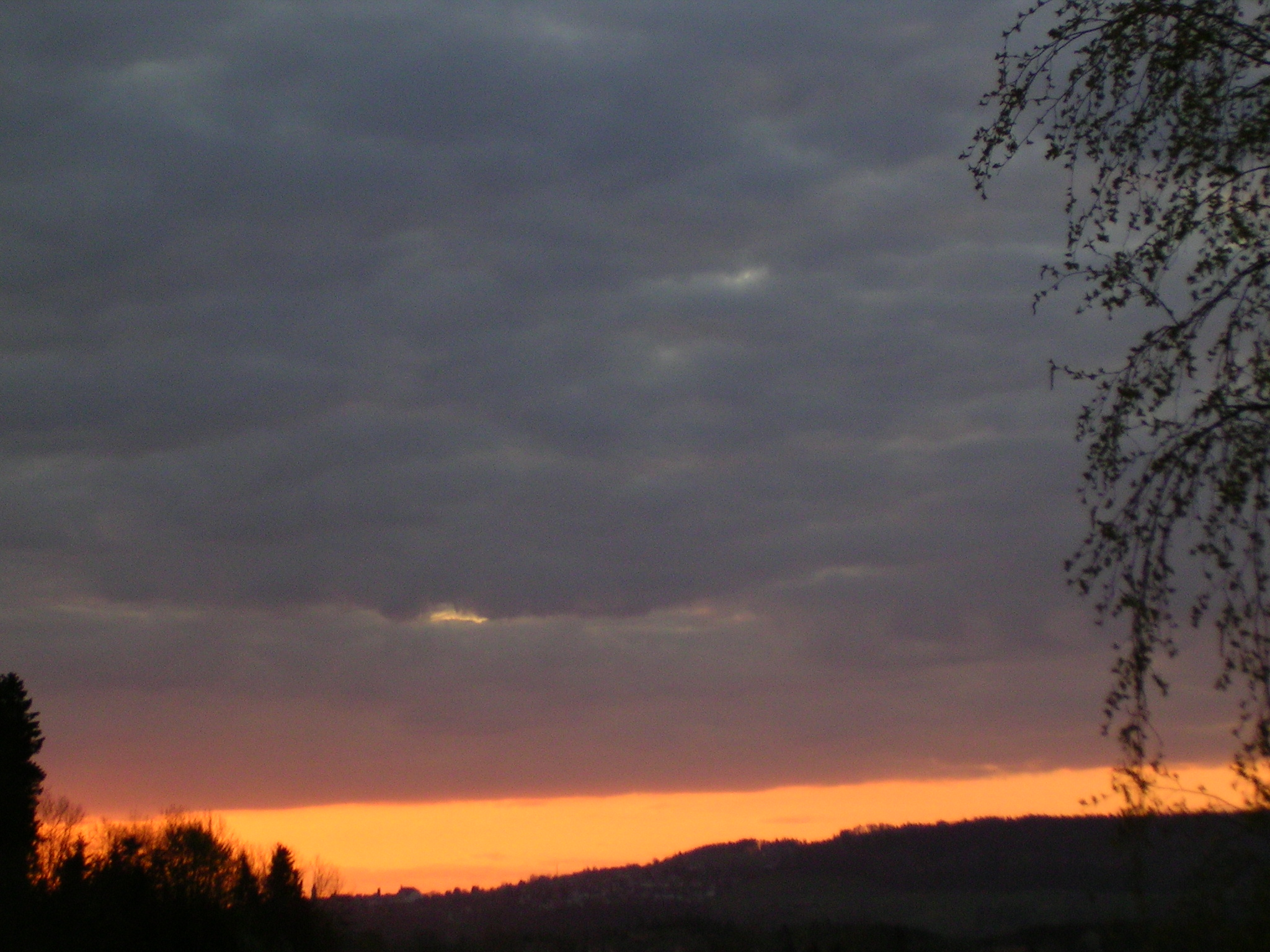
Stratocumulus stratiformis opacus
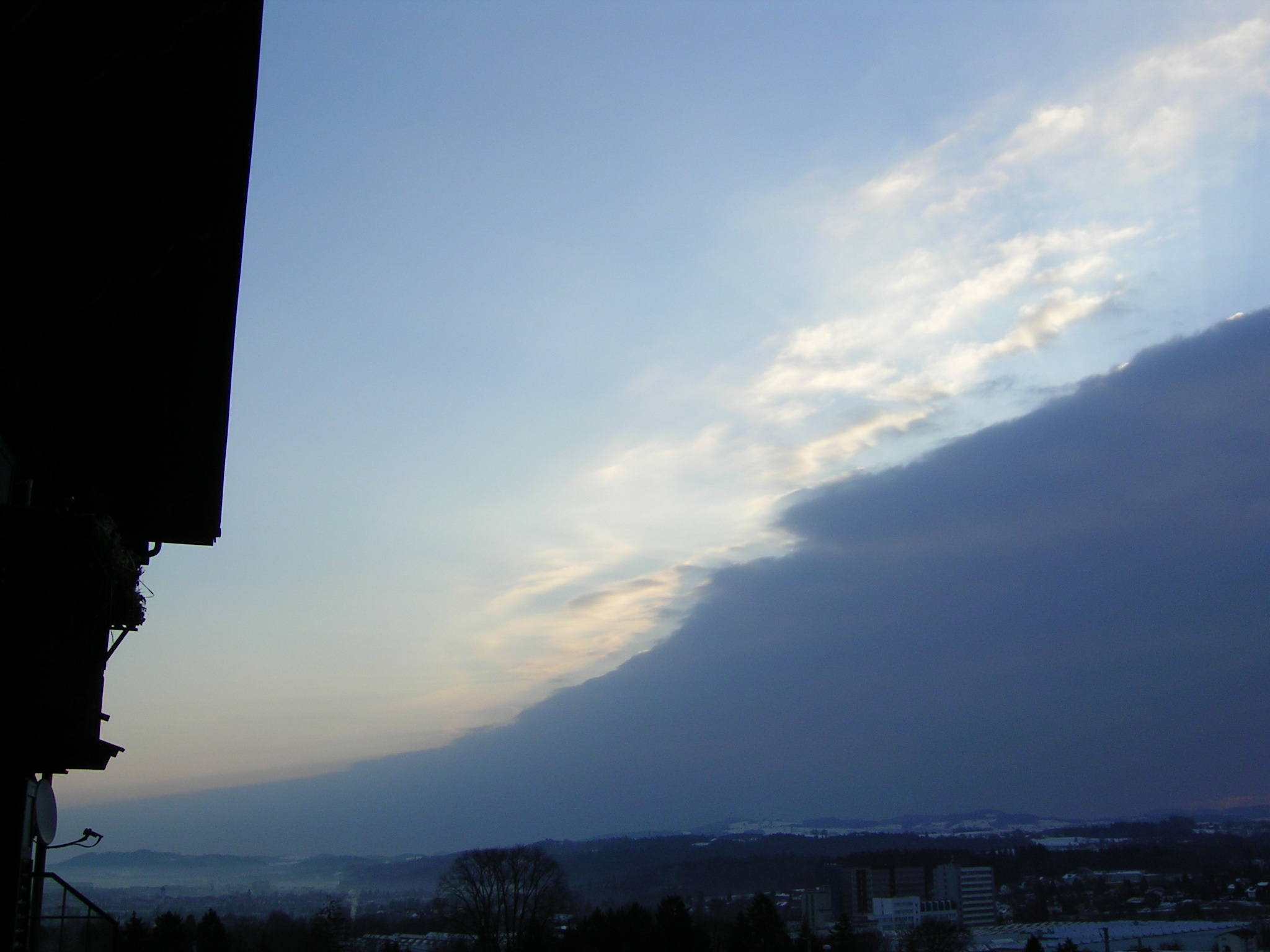
Bordo di altostratus opacus
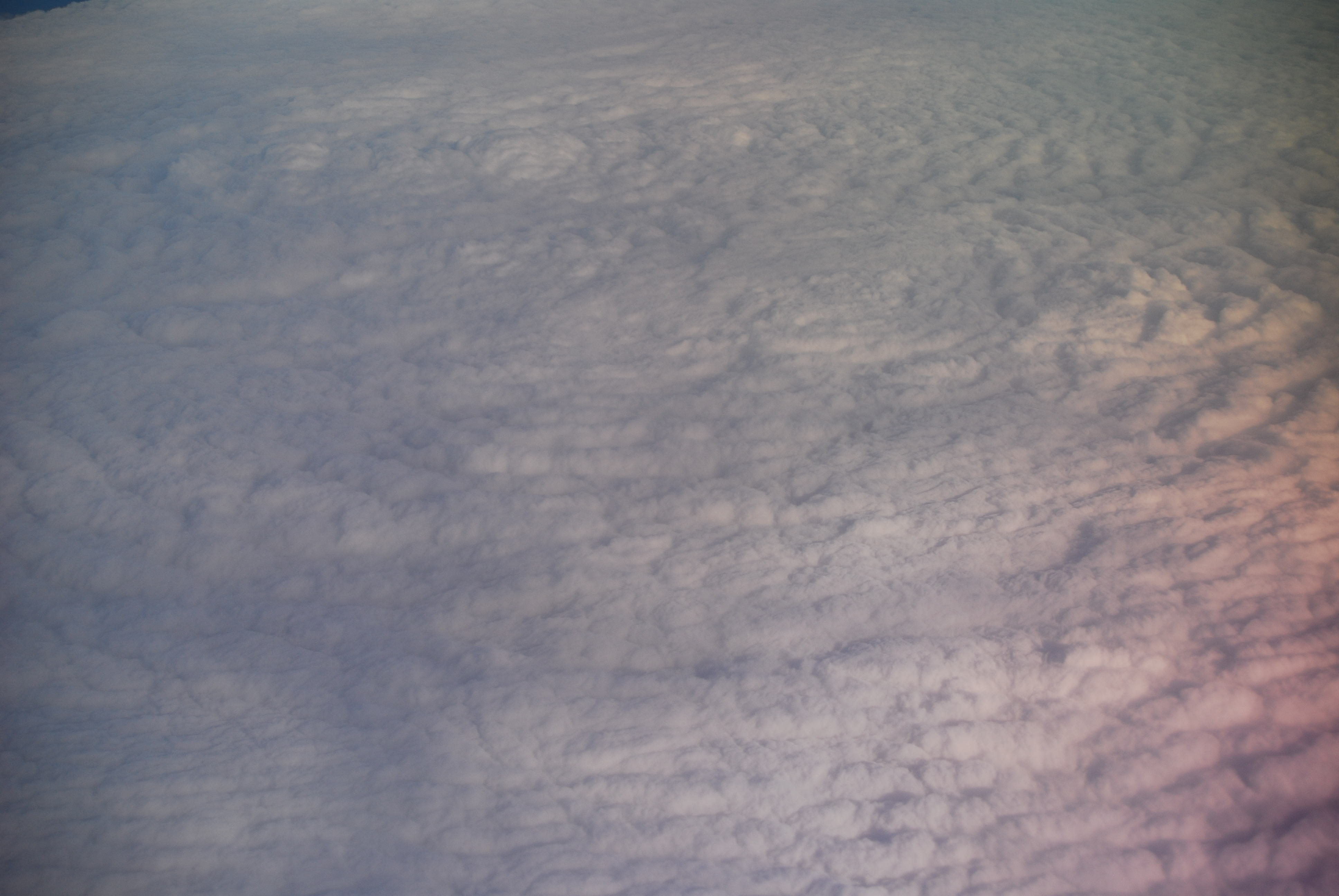
Altocumulus opacus visto dall'alto